# Fender
A Fender Musical Instruments Corporation amerikai hangszercég, mely úttörő szerepet vállalt az elektromos hangszedővel szerelt gitárok fejlesztésében. Napjaink egyik legmeghatározóbb gitármárkája, mely már a kezdetektől élen járt a kitűnő minőségű elektromos gitárok készítésében, így neve mára szinte egybefonódott a hangszer történetével. A Fender névhez fűződik az első sorozatban gyártott, tömör testű elektromos gitár, az Esquire (korábban Broadcaster), illetve később a Telecaster modell. Napjainkban a Stratocaster (becenevén csak „Strat”) révén a Gibson mellett a másik olyan gitárgyártó, melynek termékei már-már a rock szimbólumává váltak, komoly hatást gyakorolva a könnyűzene elterjedésére. Ugyancsak a Fenderhez kötődik az első elektromos basszusgitár, a Precision modell (becenevén „P-bass”) kifejlesztése.
A vállalkozást Leo Fender rádiómérnök alapította 1946-ban, az Amerikai Egyesült Államokbeli Fullertonban, Kalifornia államban. Fendernek Adolph Rickenbacker és Les Paul mellett jelentős szerepe volt az elektromágneses hangszedő kifejlesztésében és elterjedésében. A cég jelenlegi székhelye az arizonai Scottsdale-ben található. Története során magánvállalkozásként nagy hírnévre tett szert, de ez a CBS-korszak alatt fokozatosan csorbulni kezdett. Végül 1985-ben a márkanevet megmentették a céghez hű alkalmazottak, és az újra virágzásnak indult. Jelenleg a kaliforniai Coronában, valamint Mexikóban működnek összeszerelő üzemek, de a cégnek vannak kirendeltségei Japánban és Dél-Koreában is.

## A cég története

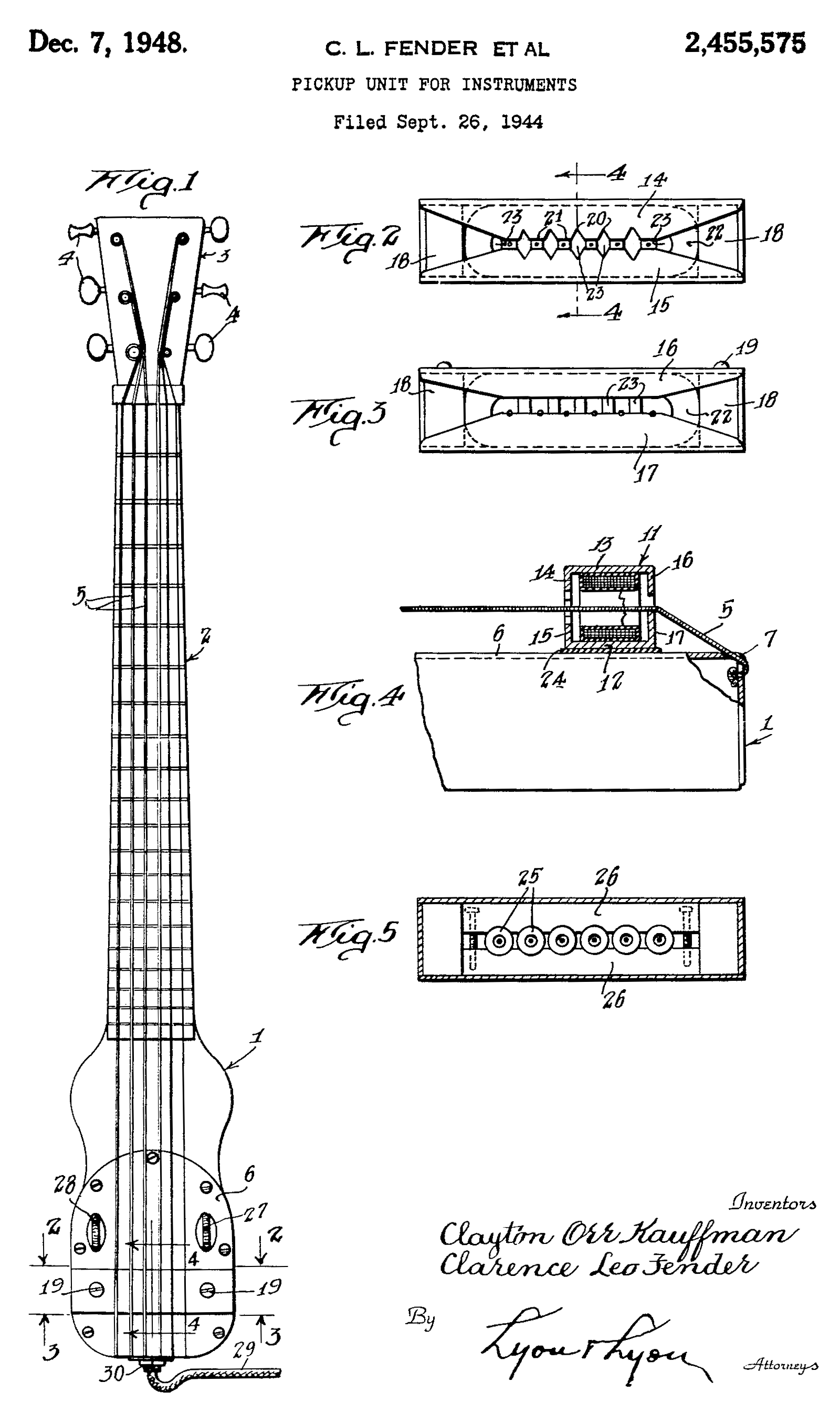
A Kaufmann & Fender által tervezett hawaii lap steel gitár tervrajza (1944)

Leo Fender amerikai villamosmérnök saját vállalkozása 1938-ban indult a kaliforniai Fullertonban Fender's Radio Service néven. A cég rádiók javítása mellett fonográfokkal és különböző elektronikus jelerősítőkkel is foglalkozott. Ekkoriban a zenészek által használt erősítők még a Western Electric által kifejlesztett eljárásra és elektroncsöves technológiára épültek. Fender figyelme ekkor fordult a még csak ilyentájt kialakulóban lévő hangszer-erősítő iparág felé.
Az 1940-es évek elején Fender társult Doc Kaufmannal és együtt megalapították a K & F Manufacturing Corporationt, mely már kifejezetten hangszerek elektromos erősítésére – főleg javításra – specializálódott. A gyártás 1945-ben indult meg. A cég első terméke hawaii stílusú lap steel gitár volt (lásd jobbra), melyet erősítővel együtt árultak. Fender rájött, hogy a gyártásból sokkal nagyobb profit származik, mint a javításokból, így megpróbálta a vállalkozást ebbe az irányba befolyásolni, ami végül is 1946-ban Kaufmann kiválásához vezetett. Fender ekkor nevezte át vállalkozását a Fender Electric Instrument Company névre, és ezzel megalakult a mai márka elődje, amelynek sikerei egészen a CBS-korszak beköszöntéig töretlenül íveltek felfelé. Leo Fender 1947-ig maradt a vállalkozás vezetője.
A mágneses elven működő hangszedők szélesebb körben történő elterjedését követően Fender úttörő módon tömör testű gitárok készítésébe fogott. Az első ilyen hangszer több éves fejlesztgetés után 1950-ben készült el egy hangszedővel, amely a húrlábra csavarozva kapott helyet. Ez volt az ’50-es Esquire modell. Később Fender felismerte, hogy két hangszedő alkalmazásával a gitár hangzása sokkal jobban variálható, így 1950 végén megkezdték a kéthangszedős változat gyártását eredetileg Broadcaster néven. Miután kiderült, hogy a Gretsch cégnek már van Broadcaster fantázianevű dobfelszerelése, a nevet 1951-ben Telecasterre változtatták. A Telecasterek már hatalmas sikernek örvendtek, és évekig a legkeresettebb elektromos gitároknak számítottak, egészen a Stratocaster megjelenéséig, amelyet már a Telecastert ért kritikákat figyelembe véve terveztek meg.

### Az elektromos basszusgitárok feltűnése
Az elektromos erősítésű hangszerek elterjedésének hajnalán a korabeli zenekarok főleg nagybőgőt használtak a basszus-szekció hangszereként. Fender felismerte, hogy az elektromos hangszedő remekül felhasználható a bőgő hangzását utánzó, de kisebb, gitár-jellegű hangszer kifejlesztéséhez. 1951-ben bemutatta a forradalmi Precision Bass modellt, melynek köszönhetően basszusgitárosok erősítőre köthették hangszerüket.
A Precision Bass hihetetlen népszerűségre tett szert, aminek köszönhetően más gyártók is átvették Fender ötletét, és elkezdődött az elektromos basszusgitárok korszaka. Az egyre erősödő konkurencia újabb basszus-modellek bevezetésére kényszerítette a Fender céget. Elsőként a Jazz Bass jelent meg, amely mára rengeteg szériát ért meg, és a máig meghatározó hangszere a könnyűzenének. A széria minden idők legnagyobb példányszámban gyártott basszusgitárja. Olyan zenészek avatták legendává, mint a basszusgitár „költőjének” tartott Jaco Pastorius.
Következtek a kisebb sikert megért szériák, pl. Mustang
Jaguar néven, szólógitár-modellekből basszus-változatokat is készített a cég, de ezek érdektelenség miatt nagyon kis darabszámot értek meg.
A Heartfield néven gyártott hangszercsoportban ismét született egy legenda, a DR modellek (4/5/6húros ill. ezek C szériái). A hangszert olyan szólisták preferálták, mint Steve Bailey, Nathan East, vagy a Toto zenekar.
A Fujigen Gakki-val való együttműködés megszakadása is ehhez a hangszersorozathoz köthető. Az akkori viszonylag magas előállítási költségek ellenére a DR széria rövid idő alatt nagyon népszerűvé vált. Ezt felismerve Leo Fender és Bill Schultz úgy döntöttek, hogy Heartfield név helyett Fender néven kezdik forgalmazni, folytatva a Jazz Bass fakulni kezdő legendáját. Ehhez azonban a japán gyártó jóváhagyása kellett volna. A modellt Leo Fender a Jazz Bass és Music Mann modellek tapasztalatiból, a megkezdett út folytatásaként maga tervezte; ám a hangzásvilágot szintén meghatározó és egyre több hangsúlyt kapó hangszedőket és az ún. elektronikát a Fujigen Gakki manufaktúra mérnökgárdája. A folyamatos tárgyalások eredményeként a típust egy év elteltével „Fender by Heartfield” néven gyártották; majd megpróbálták áttenni a gyártást Coronitába. Ez kudarcba fulladt; így Leo Fender mint tervező letiltotta a hangszer gyártását. A már legyártott alkatrészeket felvásárolták a japán gyártótól, és ezek coronitai összeszerelése után adták ki az utolsó DR szériát, immár Fender DR néven. Mindez nemcsak az újra éledő cégnek, de a japán gyártónak is nagy anyagi veszteséget okozott. (A DR seria darabonkénti ára ekkoriban 1100 USD és 3200 USD között volt, ami a többszöröse volt a többi Fender széria árának). Ezt követően az érintettek egyezségre jutottak: a korábban Heartfield néven gyártott elektromosgitár-szériákat már Fender néven gyártotta a matsumotói gyár, hangsúlyozva a japán gyártást. A japán gyártót ért piaci nyomás ellenére a DR széria gyártása nem indult újra; a hangszedő és elektronika terveket soha nem adták át a Fujigen manufaktúra mérnökei az anyacégnek. Ezzel az elhibázott lépéssel nem a saját, hanem a Fender legendáját erősítették. Ha felbukkan árveréseken egy eredeti Heartfield DR, a zenészek és gyűjtők, csillagászati összegekért vetekednek érte, akárcsak egy 1960-ban vagy 1972-ben gyártott Jazz Bass-ért. Ennek ellenére a Heartfield név hallatán ma már senkiben sem a Fujigen Gakki manufaktúra mérnökgárdájának innovatív csapata jut eszébe; hanem a Fender név, amelyet egyenlőnek hirdetnek a minőséggel.

### A Stratocaster sikerei

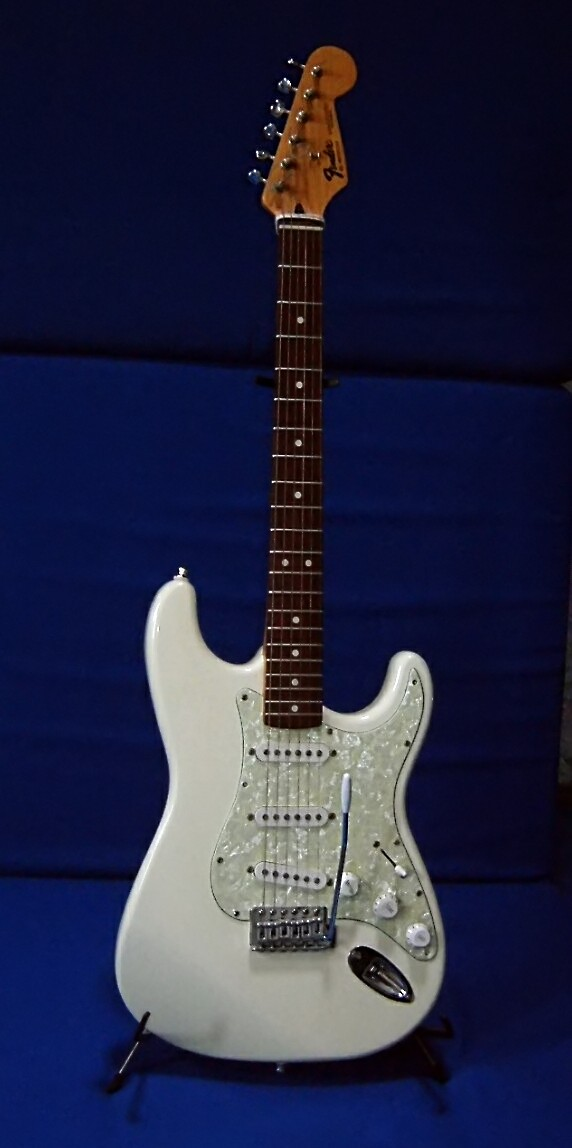
Fender Stratocaster

A Telecaster után újabb ötletek és technológiák születtek (lásd: Fender-innovációk), így elérkezett az idő felhasználásukkal egy új modell kifejlesztésére és 1954-ben végül bemutatták a Stratocastert. A gitár számos újdonsággal szolgált, elsősorban dizájn terén, melyet nemcsak a Fender fejlesztőcsapata és Leo észrevételei, de profi zenészek tapasztalatainak figyelembevételével is alakítottak ki. Az újdonságok közé tartozik a harmadik egytekercses (single-coil) hangszedő, amely a hangszínek további variálhatóságának lehetőségét kínálja. A gitártest új kontúrjával játék közben kényelmesebb tartani a hangszert, és az alsó kivágásnak köszönhetően kényelmesebb lett a hozzáférés a magasabb fekvésekhez. A legnagyobb újdonság azonban az új vibrato-kar, melyet Fender – egyébként helytelenül – tremolónak nevezett, azonban Fender szóhasználata után a legtöbben a mai napig ezen a néven emlegetik.
Akkoriban még senki sem látta előre, hogy a Stratocaster mekkora sikert fut majd be, és hogyan forradalmasítja a rockzenét. Bemutatása óta ugyanis ez minden idők legnépszerűbb és legnagyobb hatású elektromos gitárja. Változatos műfajt játszó zenészek egész sora dicsőíti a Stratocastert a hangjáért, könnyű játszhatóságáért és felhasználóbarát kialakításáért. A Stratocaster testformáját és megoldásait gyártók százai másolják a mai napig. (Lásd: az 1980-as években megjelenő superstrat modellek)
Olyan neves zenészek tették le voksukat a Stratocaster mellett, mint a gitárkirály Jimi Hendrix, a Pink Floyd frontembere, David Gilmour, a Deep Purple gitárosa Ritchie Blackmore vagy a blues királya, Stevie Ray Vaughan, és még sorolhatnánk. Egyes neves művészek tiszteletére a Fender saját modellváltozatokat dobott piacra, melyek hűen követik névadójuk hangszereinek specifikációját. Ezek az Artist Series Signature modellváltozatok.

### A CBS-korszak

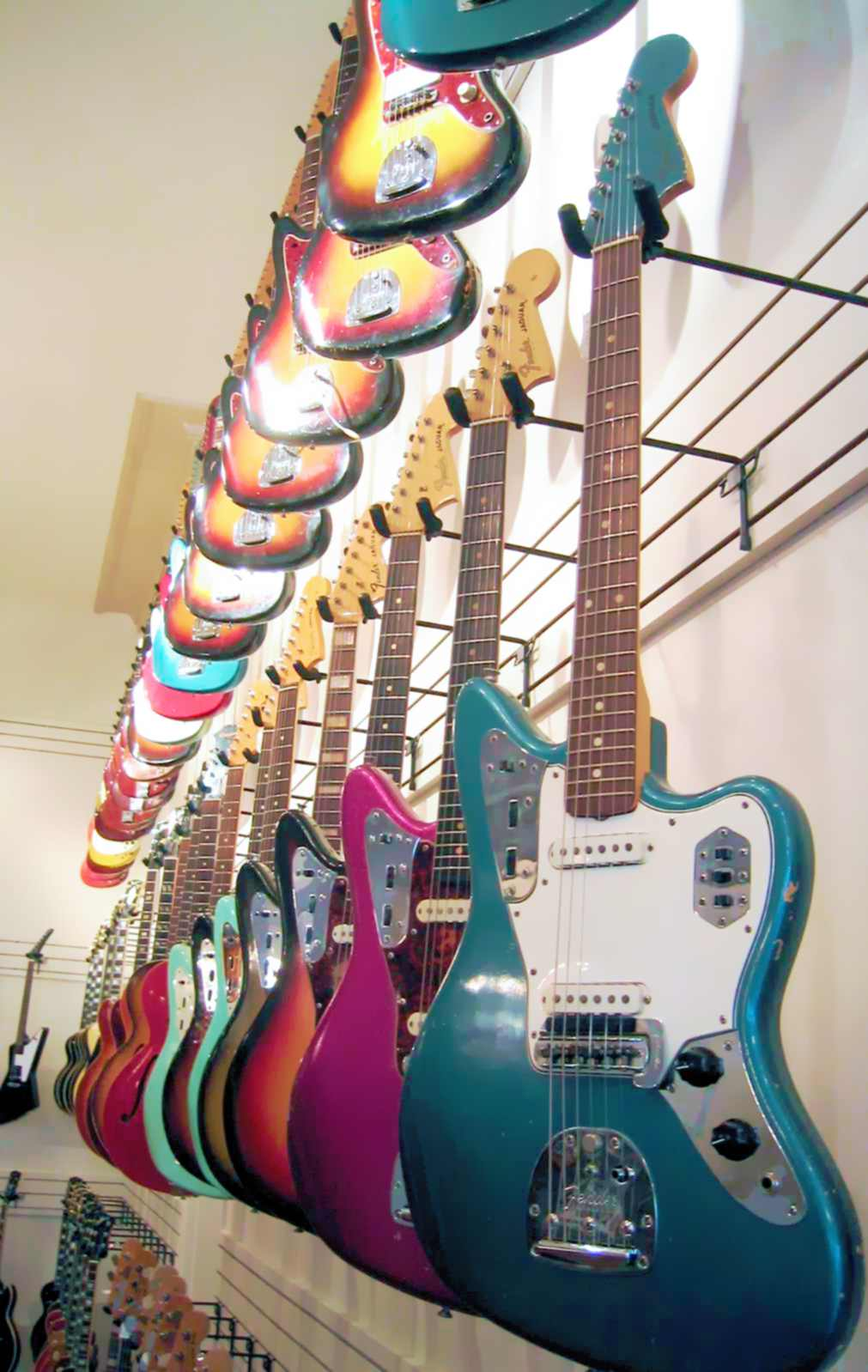
Eladásra váró Jaguar gitárok

1965-ben Leo Fender megbetegedett, és úgy döntött, eladja vállalkozását. Az amerikai médiacég, a CBS (Columbia Broadcasting System) lehetőséget látott a neves hangszercégben, és 13 millió dollárért felvásárolta Fendertől az összes eddigre megszerzett, illetve létrehozott leányvállalatával együtt:
- Fender Sales, Inc.
- Fender Electric Instrument Company, Inc.
- Fender Acoustic Instrument Company, Inc.
- Fender-Rhodes, Inc.
- Terrafen, Inc.
- Clef-Tronix, Inc.
- Randall Publishing Co. Inc.
- V.C. Squier Company

Leo Fender 1970-ig tanácsadóként tovább segítette a céget, majd 1975-ben létrehozta új vállalkozását a CLF Researchöt, mely Music Man néven gyártott gitárokat, később pedig a G&L-t.
A CBS befektetőinek köszönhetően rengeteg pénzhez jutott a Fender cég, így folyamatos fejlesztések következtek, de ezzel együtt a cég rajongótábora egyre szűkült, mert a multicég tudata elriasztotta a cégen belül kialakult „családias” légkörhöz ragaszkodó zenészeket. Ehhez az is hozzájárult, hogy az anyacég beleszólt az évek során folyamatosan csiszolódott gyártási módszerekbe is. Például a hagyományos, négycsavaros nyakrögzítést az 1970-es évek elején háromcsavarosra cserélték költségcsökkentésre hivatkozva, ez azonban nagyban növelte a meghibásodások számát. A gyártási költségek további csökkentése végett 1983-ban kissé áttervezték a Stratocaster szériát, aminek során eltűnt a második hangszínszabályzó, és a kimeneti jack-csatlakozó is megváltozott.
A csökkenő eladások miatt az 1980-as évek elején a CBS-Fenderen belül már alapos átszervezésre volt szükség. 1981-ben új menedzsmentet hoztak létre: William Schultzot nevezték ki elnöknek, munkáját William Mendello segítette. Ötéves üzleti tervet készítettek, melynek során különböző piaci és technológiai kutatásokat végeztek, fejlesztették a gyártást, hogy javíthassanak termékeik minőségén. A nagy tervet végül is nem tudták véghezvinni, mert a CBS idő előtt úgy döntött, hogy felszámolja az üzletágat.

### A cég feltámadása
1985-ben a dolgozókból és a régi márkához hű befektetőkből álló csapat végül megmentette a márkát, és megvásárolták a céget a CBS-től. Habár a CBS-korszak alatt pénzügyileg biztosabb alapokon állt, ettől fogva újra olyan kisvállalkozássá lett a Fender, melyet a zenéért rajongó alkalmazottak működtetnek. Az újonnan megalakult Fender Musical Instruments Corporationnek teljesen az alapoktól kellett indulnia, hiszen a szerződés nem tartalmazta az épületek vagy a gyártáshoz szükséges gépek átvételét, csupán a márkanév, a szabadalmak, és néhány raktáron maradt alkatrész lett az övék. A dolgozók, kereskedők és beszállítók kis csoportja – néhányuk a kezdetektől együtt dolgozott Leo Fenderrel – élükön Bill Schultzcal nekiláttak, hogy újra felépítsék a legendát.
Kezdetben a Fender anyagi okok miatt olcsóbb külföldi beszállítóktól importálta az alkatrészeket. A gyártás ellenőrzése és a minőség iránti igény azonban oda vezetett, hogy a termelést hamarosan a Fender új főhadiszállására, a kaliforniai Coronitába telepítették. Ennél is modernebb gyáregység készült Ensenadában, Mexikóban, ahol szigorú minőség-ellenőrzési rendszer mellett mégis olcsó munkaerővel tudták előállítani a termékeiket. 1991-ben a kaliforniai központot is kinőtték, így új helyre költöztek, az arizonai Scottsdale-be. Innentől kezdődően a Fender külön adminisztrációs, marketing-, hirdetési és exportosztályokat is üzemeltet. Az USA mellett már a világ számos országában van kihelyezett leányvállalatuk.
1988-ban részben a zenei műfajok hangzásbéli továbbfejlődésének, másrészt a zenészek igényeinek már nem mindenben feleltek meg a már legendássá vált szériák, így az eladások drasztikusan visszaestek a Japánban készült hangszerek javára. Felismerve ezt a tényt, Leo Fender és Bill Schultz felvették a kapcsolatot újra az akkor már méltán híres matsumotói FujiGen Gakki cég vezetésével. Az együttműködést az amerikaiak piaci felmérésnek szánták, melynek során szabadon kísérletezhetnek új felépítésű hangszerekkel – anélkül hogy veszélyeztetnék a konzervatív vásárlók piacát az újítások miatt. Az együttműködéssel gyártott hangszerek Heartfield néven kerültek gyártásra. Ezek tapasztalatából több új modell került a palettára (nem csak Fender, pl. Jackson Guitars néven); és a régebbi modelleket is több esetben újra gondolták. A néha aprónak tűnő változtatások újra kezdték visszahódítani a progresszíven gondolkodó vásárlóréteget. 

## Fender-innovációk

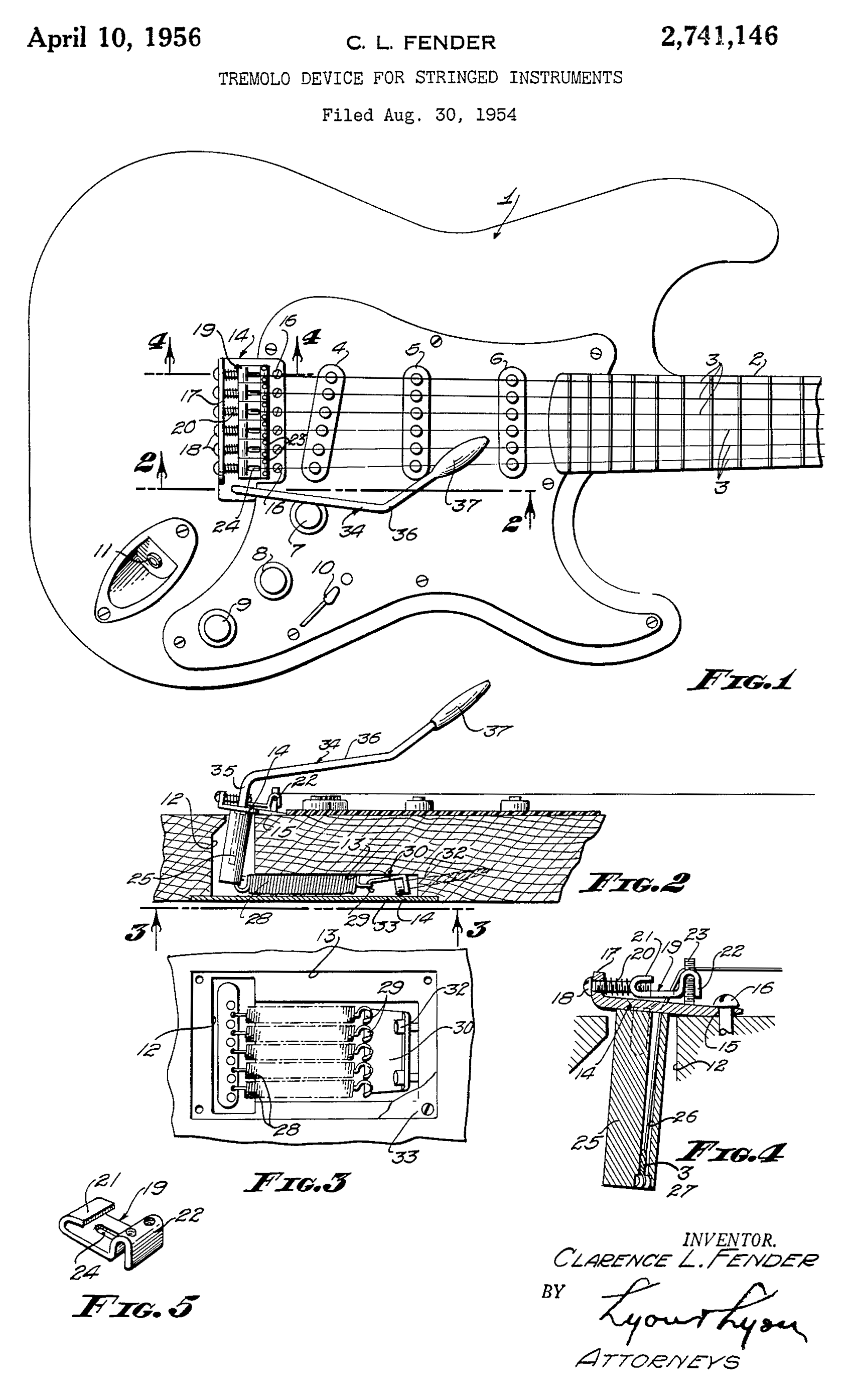
A Fender tremoló szerkezeti rajza

A Fender fejlesztőmérnökei több korszakalkotó újítást is bevezettek a hangszergyártásban, amiket később más gyártók is átvettek.
- Mindjárt az elején Leo Fender nevéhez fűződik például a csavaros rögzítésű (bolt-on) gitárnyak bevezetése, ami lehetővé tette a tömör testű hangszerek költséghatékony tömeggyártását.

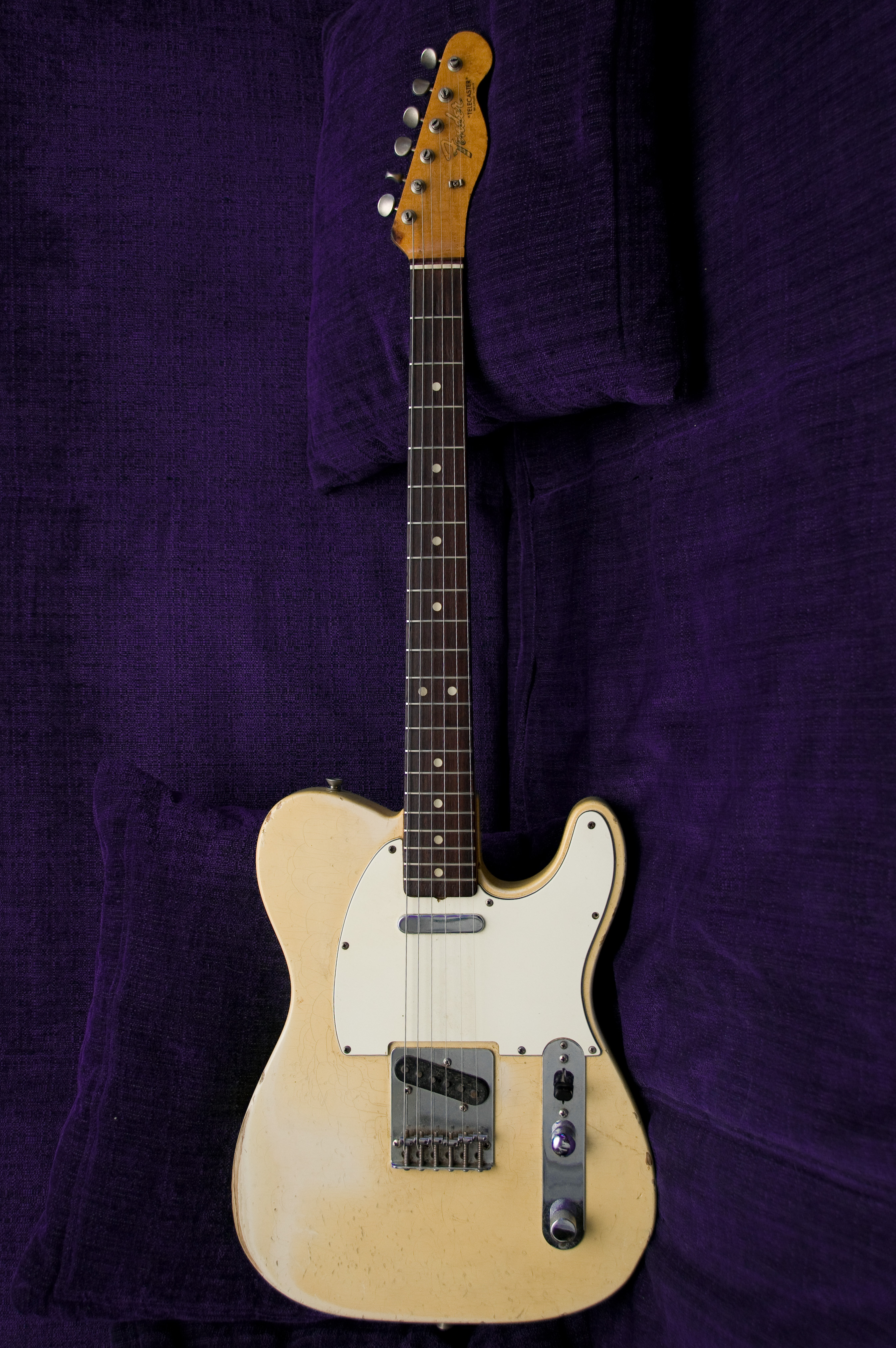
Az 1950-es Esquire modell továbbfejlesztett változata, a Telecaster rendelkezett elsőként egynél több elektromos hangszedővel, ami a különböző fizikai tulajdonságaik (tekercselés, mag) és a húrok alatti hosszanti elhelyezkedés különbözősége (a kifeszített húr a vizsgált hely függvényében más amplitúdójú, ezáltal hangszínű) miatt a hangszer variálhatósága jóval nagyobb lett.
- A Fender készített először hangszedővel ellátott, tömör testű basszusgitárt 1951-ben. Ez volt a napjainkig is sikerrel gyártott Precision Bass modell.[4]
- Az úgynevezett „H-nyújtó”, melyet a Telecasterekhez fejlesztett ki a The Byrds két gitárosa, Gram Parsons és Clarence White a test belsejében található rugós emelőszerkezet, mely összekapcsolja a húrlábat az elülső hevedertartóval. A heveder megfeszítésével a H-húr megnyúlik, ezáltal a steel gitárokéhoz hasonló hangzás érhető el.[10]
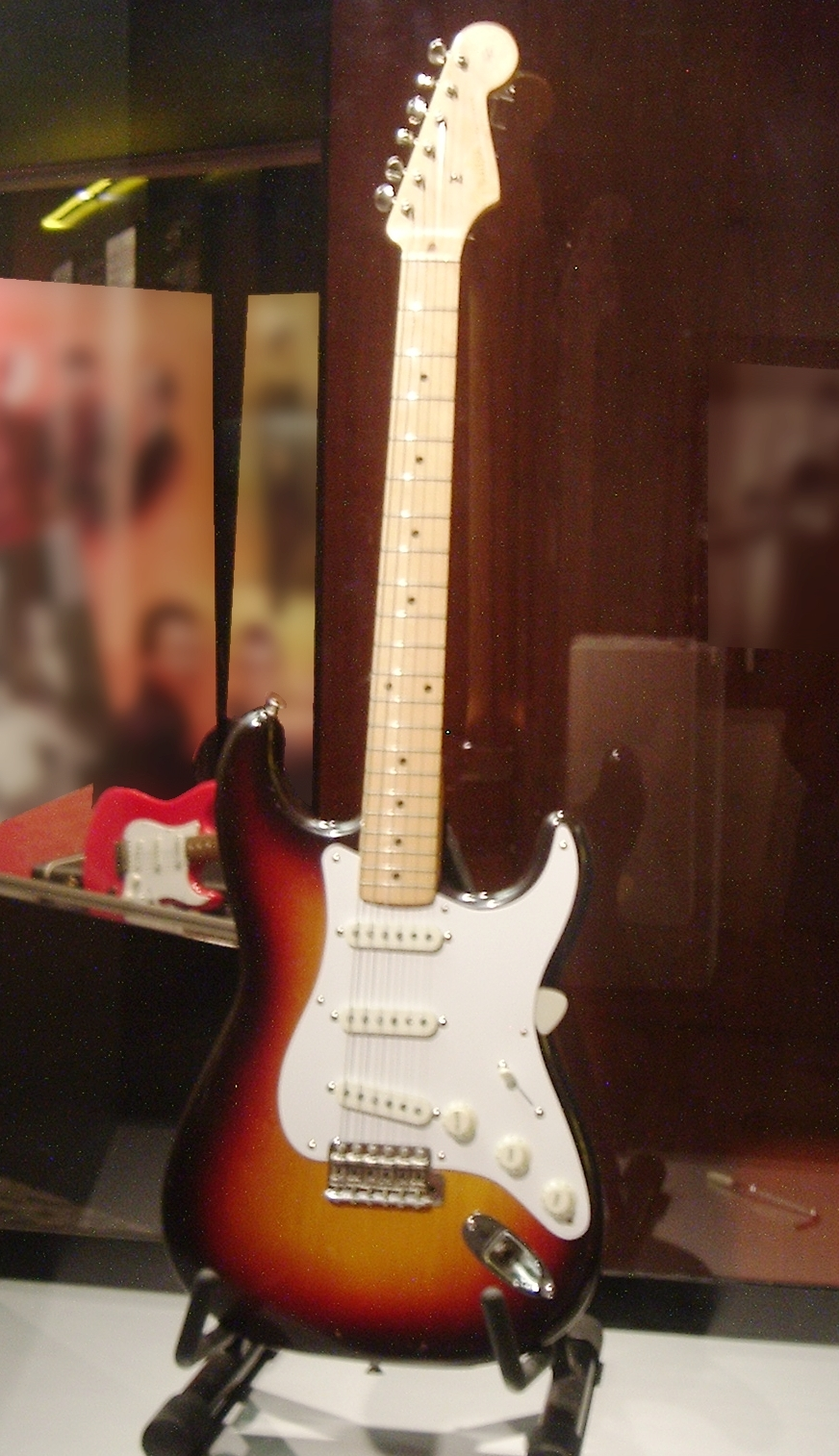
A Telecaster modelleket ért kritikák után a Fender készített elsőként profilozott hangszertestű elektromos gitárt (Stratocaster, 1954), mely a gitár kényelmes tartására, és a hangszer egyensúlyára volt pozitív hatással.
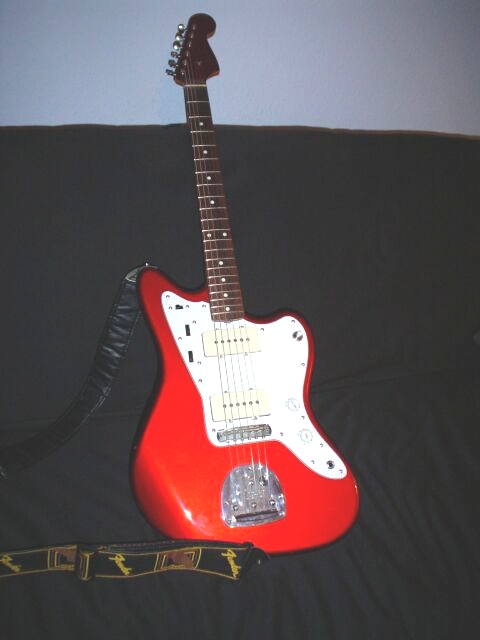
Jazzmaster (1952)
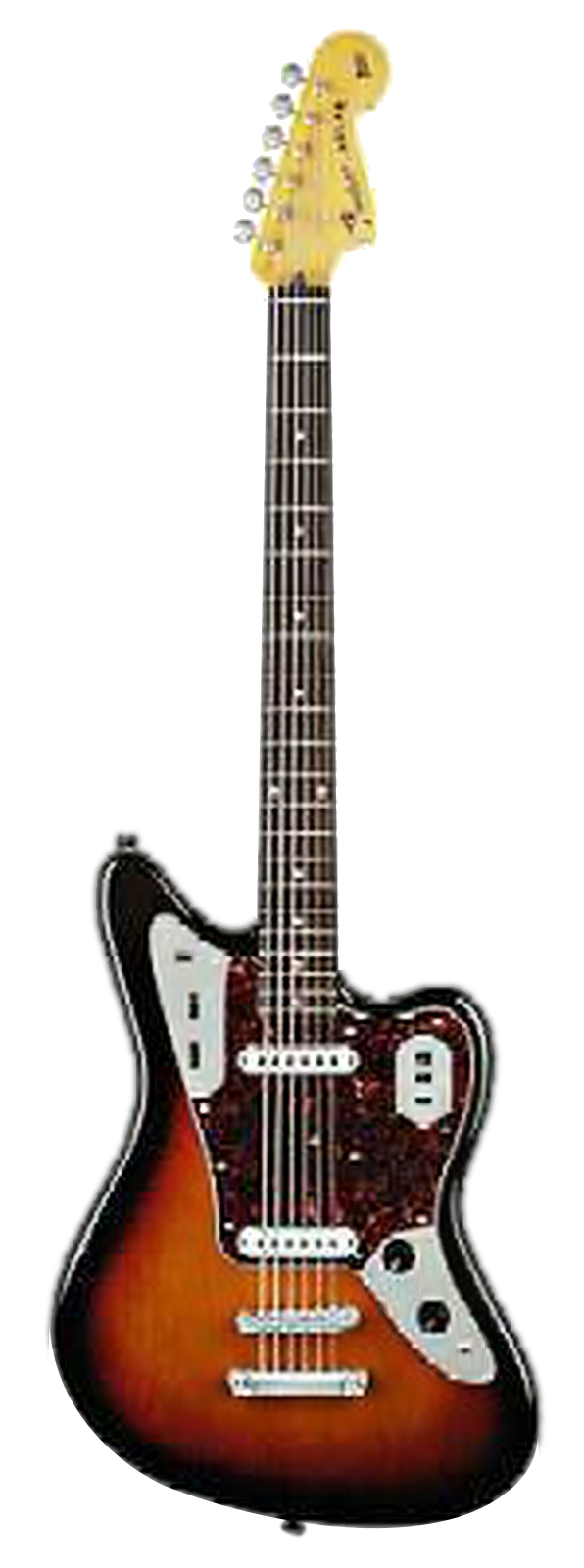
Jaguar (1962)
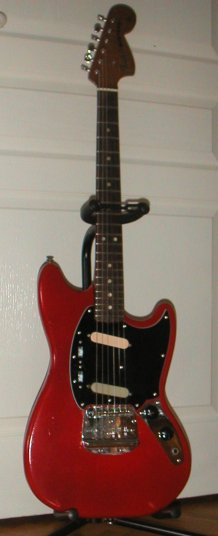
Mustang (1964)
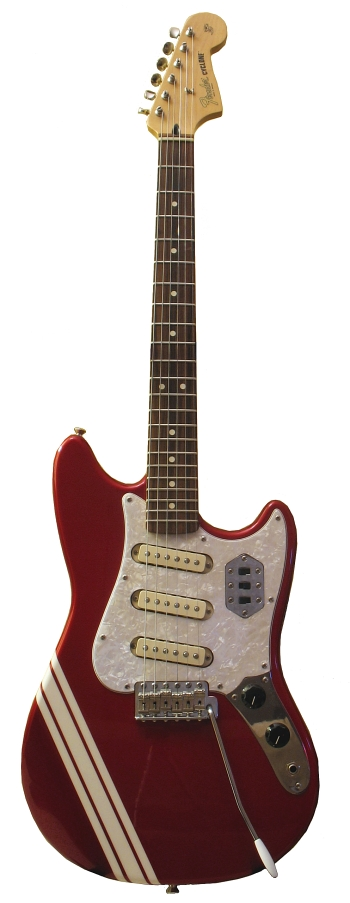
Cyclone II. (2002)

- Ugyancsak a Stratocaster modelleken került bevezetésre a tremolós húrlábak alkalmazása, melynek segítségével a gitáros játék közben, vibrato-hatást érhet el. (A fogólapon, ujjak segítségével is lehet vibratózni, de az a húrok nyújtása miatt növeli a hangmagasságot, a tremolókar pedig lazít a húrok feszességén, ezáltal a hangmagasság mélyül.) A tremolórendszer segítségével az összes húr feszessége egyszerre változik.

## Termékek

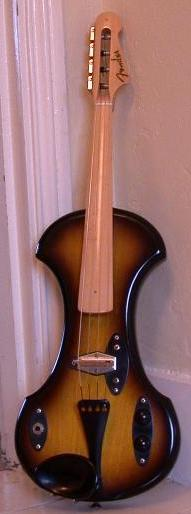
Fender elektromos hegedű

A Fender termékskálája elsősorban a különböző akusztikus, elektromos, illetve basszusgitárokra, valamint erősítőkre épül, de ezen kívül forgalmaznak szinte minden kiegészítőt a gitározáshoz, kezdve a pengetőktől, a hevedereken és kábeleken át, egészen az oktatókönyvekig, illetve filmekig.

### Elektromos hangszerek

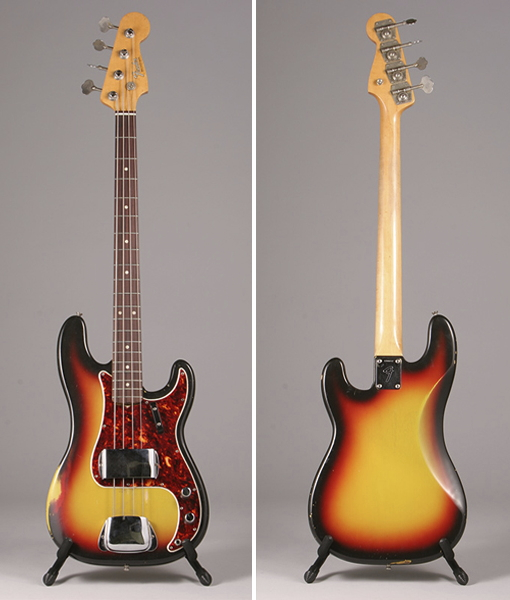
Precision Bass (1951)
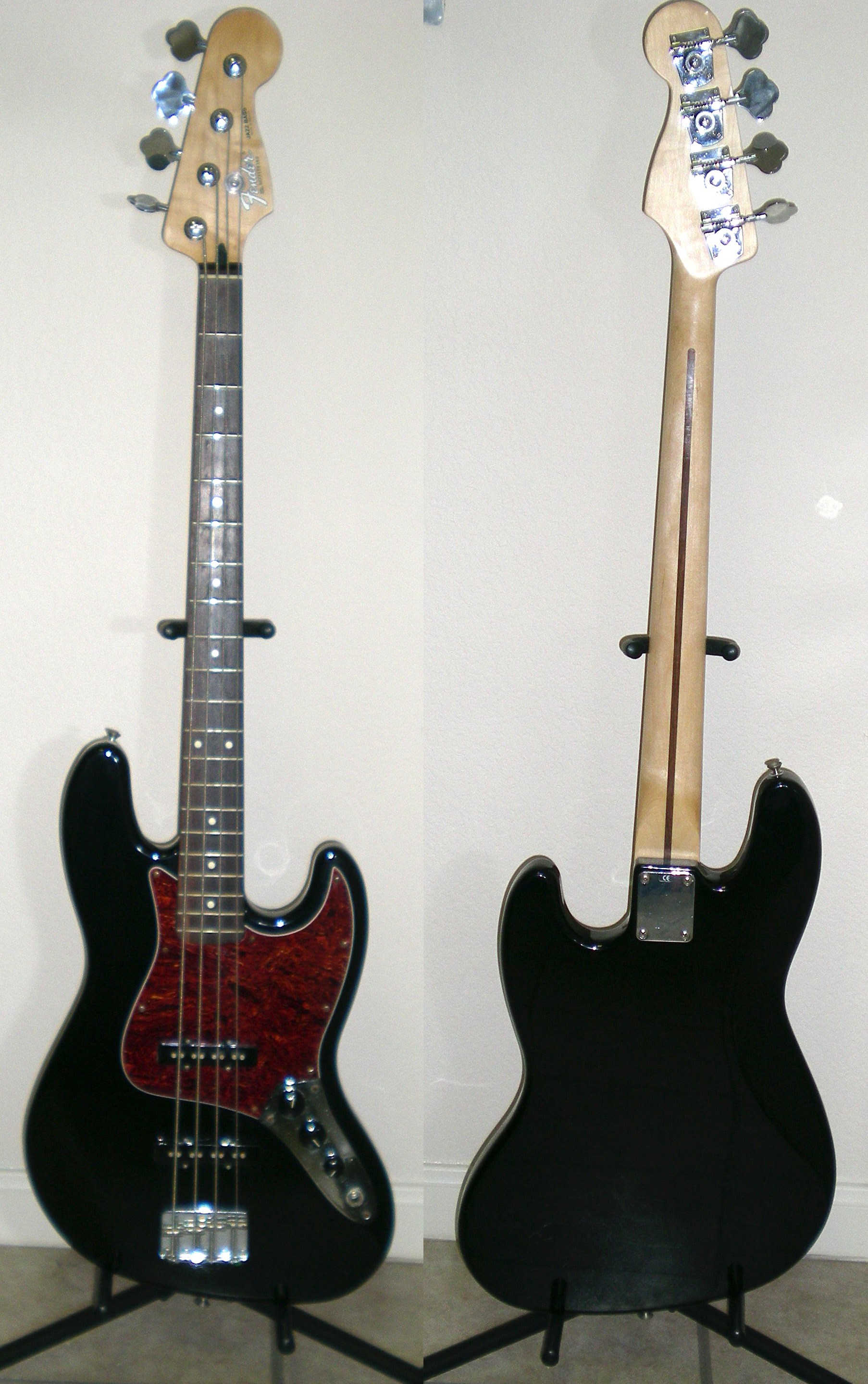
Jazz Bass (1960)
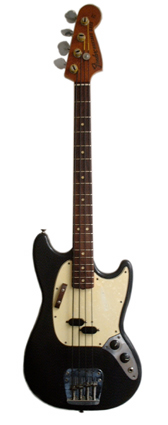
Mustang Bass (1964)
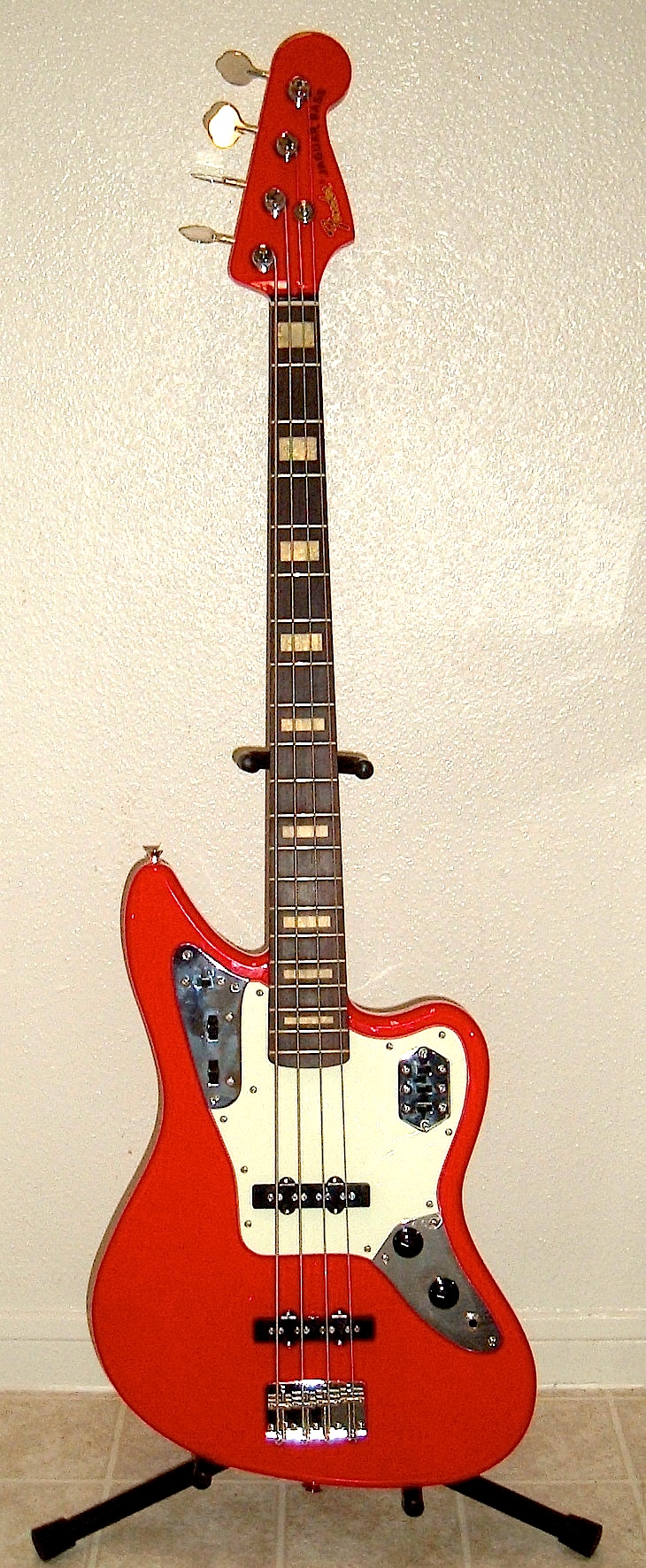
Jaguar Bass (2005)

Az elektromos gitárok, illetve elektromos basszusgitárok jelentik a Fender fő profilját, hiszen ez a cég volt az első a tömör testű elektromos gitárok sorozatgyártásában. Az 1951-es Esquire / Telecaster úttörő szerepe után 1954-ben jelent meg a Stratocaster, mely páratlan karriert futott be az elektromos gitárok történelmében. Később folyamatosan jelentek meg az új modellek. A Mustang és tanulóváltozata, a nem túl sikeres Bronco. Ezt követték a Jaguar, Jazzmaster, Tornado, és más gyártmányok. Az itt felsorolt alapmodelleken kívül a cég időnként újabb gitárokkal tesztelte a vásárlóközönség ízlését, ezek a kísérleti modellek azonban rendszerint zátonyra futottak, és vagy egyáltalán nem kezdődött meg tömeggyártásuk, vagy néhány év alatt kikerültek a cég kínálatából. A fejlesztések eredményeként születő egyik ilyen kísérleti gitár volt a Marauder, amellyel a Stratocaster és a Jaguar előnyeit kívánták ötvözni a cég mérnökei. A hangszerből mindössze nyolc darab prototípus készült, melyek ma gyűjtemények féltett kincseit képezik. Az ilyen csődbe fulladt próbálkozások száma meghaladja az egy tucatot. Említhetnénk például a Mavericket, mely a gyártásból és fejlesztésből visszamaradt alkatrészek felhasználása végett készülhetett el; 1969 és 1972 között forgalmazták. De ide tartoznak bizonyos, a Fender Japan nevű leányvállalat által készített termékek, mint például az 1985-ös Performer, vagy a V-formájú testtel, heavy metál stílusban készült Katana.
A basszusgitárok tekintetében a Telecasterrel egyidőben bemutatott Precision Bass első volt a piacon, tömör testével és elektromos hangszedőjével. Később a P-bass mintájára a Fender már sikeres szólógitár-modelljeinek egy részéből is készített basszusgitár változatot. Ezek voltak az 1960-as Jazz Bass, vagy a négy évvel későbbi Mustang Bass típus. A két modell között, 1961-ben a cég piacra dobott hathúros basszusgitár-változatot is, mely gyakorlatilag a Jaguar modell testét kapta meg basszusgitárhoz illően hosszabb nyakkal, vastagabb húrozással, valamint három darab egytekercses (single coil) hangszedővel. Ez volt a Fender Bass VI (Eredeti nevén csak Fender VI).

### Akusztikus hangszerek
Az elektromos hangszerek mellett a Fender gyárt mindenféle akusztikus és elektroakusztikus hangszert is: A cég kínálatában megtalálható szinte minden típus a klasszikus, akusztikus és elektroakusztikus gitároktól kezdve az akusztikus-basszusgitárokon keresztül egészen a rezonátoros gitárokig, vagy a mandolinig és bendzsóig.

### Erősítők

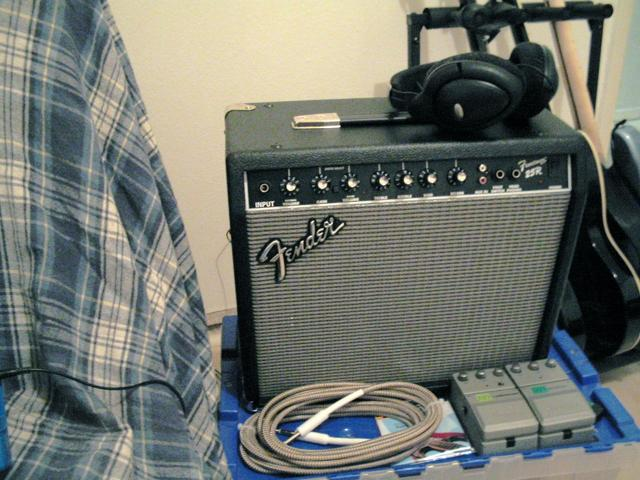
Fender Frontman 25R gitárerősítő

A Fender kínálatából természetesen nem hiányozhatnak az elektromos és basszus-, valamint elektroakusztikus gitárokhoz készülő erősítők sem. Az első Fender márkájú erősítő-sorozat 1948-ban került forgalomba. A sorozat külső borítása és megjelenése miatt a „tweed amp” (tweed: gyapjúszövet) becenevet kapta, mivel az erősítők ugyanazzal a gyapjúborítással voltak beburkolva, mint a korabeli poggyászok. Ezeknek az erősítőknek a kimeneti teljesítményük 3 és 75 watt között alakult. 1960-tól átálltak az erősítők Tolexszel történő borítására. Ez rugalmas műanyag, melyet a Fender saját védjegyoltalom alá helyezett. A márka erősítői a Champ sorozat kivételével – amely egészen 1964-ig „tweed” borítást kapott – mind átálltak erre az újszerű anyagra. A Fender erősítők ekkor szabványosan fekete Tolex burkolatot, ezüstszínű elülső rostélyt, és fekete kontrollpanelt kaptak. Az erősítők teljesítményspektruma 4-től egészen 85 wattig terjedt.

## Divíziók, fontosabb leányvállalatok

### Fender Custom Shop
A Fender Custom Shop a Fender vállalat egyik divíziója, amely kifejezetten az egyedi gitármodellek építésére szakosodott. A Custom Shop lehetőséget ad az egyes Fender rajongóknak, hogy teljes egészében saját ízlésük szerint alakíthassák ki hangszerüket. Ezen kívül a Custom Shop időközönként piacra dob egy-egy híres hangszerről készült másolatot, melyet limitált példányszámban, csillagászati áron értékesítenek. Ilyen volt a 2006 novemberében elkészült 275 darab Blackie másolat, melyből 185 a gitárközponté lett, 90 pedig a világ különböző hangszerboltjaiba került. Ezek pontosan megegyeztek Eric Clapton hangszerével és 24 000 dolláros listaáron bárki megvehette őket. A 90 darab gitár gyakorlatilag az üzletek megnyitása után azonnal elkelt.

### Fender Japan
A javarészt jó minőségű távol-keleti utánzatokat készítő konkurenciára válaszul hozta létre a CBS 1982-ben a Fender Japan leányvállalatot. A korai években a cég még csak a már befutott modellek kópiáit készítette olcsóbban és jó minőségben, de az 1980-as években megjelenő új modellek még újabb másolatokat eredményeztek. A kópiák ugyanakkor egyre feljebb srófolták az Amerikában készülő eredeti modellek árát is, így a Fender minden tekintetben jól járt, hiszen az eredeti hangszerek nagy haszonnal történő értékesítése mellett az olcsóbb replikák piacának egy kisebb szegmensét is magukénak tudhatják.
A Fender Japan 1984-ben megpróbálta piacra dobni első saját fejlesztésű modelljét: a Mastert. Az újdonság népszerűtlen fogadtatásra talált, így a vállalat teljesen újszerű szériával, a Katanával próbálkozott, amely azonban nélkülözte a Fenderre jellemző stílusjegyeket, így elődjéhez hasonlóan tiszavirág-életű volt. A Fender Japan utolsó eredeti próbálkozása az amerikai stílusúnak tartott szögletes Performer széria volt, amelyet végül két évig gyártottak, így 1986-ban vontak ki a forgalomból.

### Squier
A Squier leányvállalat 1965-ben vált a Fender cég részévé. Az eredetileg húrok készítésére szakosodott vállalkozás 1982 óta a Fender olcsóbb testvérmárkája, mely a cég gitárjainak gyengébb minőségű anyagokból készülő változatait forgalmazza. A Squier összeszerelő üzeme egy rövid ideig Indiában működött, később áthelyezték a gyártást Dél-Koreába, Indonéziába, illetve Kínába. Ezenkívül az 1990-es évek elejéig készültek Squier gitárok a Fender Japán, az Egyesült Államokbeli, illetve mexikói összeszerelő üzemeiben is. A Squier by Fender név alatt készülő modellek olcsóbb anyagokból készülnek (1987-től a kilencvenes évek közepéig sok Squier gitártest furnérlemezből készült tömör fa helyett), de a gyártás minőségét a Fender folyamatosan ellenőrzi, így a cég termékei rendkívül jó ár/érték arányúak a Fender-rajongó gitárosok körében. A korai, 1982-es modellek még Fender-logót kaptak a fejükre egy „Squier Series” felirattal. Később a logó a Fender „spagetti-logó” stílusában készült „Squier by Fender” feliratra módosult.

## Ajánlott irodalom
- Forrest White: Fender – The Inside Story; Backbeat Books; 1994; ISBN 0-87930-309-3 (angol)
- Tony Bacon: The Fender Electric Guitar Book: A Complete History of Fender Instruments; Backbeat Books; 2007; ISBN 0-87930-897-4 (angol)
- Richard R. Smith: Fender – The Sound Heard 'Round the World; Hal Leonard Publishing; 2003; ISBN 0-634-05875-4 (angol)
- Tony Bacon: 50 Years of Fender: Half a Century of the Greatest Electric Guitars; Backbeat Books; 2000; ISBN 0-87930-621-1 (angol)
- Tony Bacon: Six Decades of the Fender Telecaster: The Story of the World's First Solidbody Electric Guitar; Backbeat Books; 2005; ISBN 0-87930-856-7 (angol)
- Paul Balmer: The Fender Stratocaster Handbook: How To Buy, Maintain, Set Up, Troubleshoot, and Modify Your Strat; Voyageur Press; 2007; ISBN 0-7603-2983-4 (angol)
- J. W. Black, Albert Molinaro: The Fender Bass: An Illustrated History; Hal Leonard Publishing; 2001; ISBN 0-634-02640-2 (angol)
- Jim Roberts: How the Fender Bass Changed the World; Backbeat Books; 2001; ISBN 0-87930-630-0; (angol)
- John Teagle, John Sprung: Fender Amps – The First Fifty Years; Hal Leonard Publishing; 1995; ISBN 0-7935-3733-9 (angol)
- Tony Bacon: Nagy gitárkönyv, Egyetemi Nyomda, Budapest, 1993, ISBN 963-7628-64-9
- Tony Bacon: Fender elektromos gitárok könyve; ford. Szántai Zsolt; Cartaphilus, Bp., 2008

## Külső hivatkozások
- Hivatalos honlap
- Fender Players Club
- Fender Hungary
- Magyar Fender Klub
- YouTube – Fender channel
- Squier by Fender
- Fender-szériaszám-dekódoló